# Eleonora av Skottland
Eleonora av Skottland, född 1433, död 20 november 1480, var ärkehertiginna av Österrike 1449–1480 som gift med hertig Sigismund av Österrike-Tyrolen. Hon var Tyrolens ställföreträdande regent under makens frånvaro 1455–1458.

## Biografi
Eleonora av Skottland var dotter till kung Jakob I av Skottland och Joan Beaufort.
Eleonora blev föräldralös efter sin mors död 1445 och uppfostrades tillsammans med sin syster Joan vid det franska hovet. I september 1448 vigdes hon per ombud vid Sigismund av Österrike i Chinon, och den 21 februari ägde en andra vigseln rum i Tyrolens huvudstad Merano. Paret fick inga barn. Eleonora var regent i Tyrolen under Sigismunds frånvaro 1455–1458.
Efter 1469 ägnade hon sig aktivt åt välgörenhet och kyrkliga angelägenheter. Eleonora var aktiv som översättare.  
Eleonora av Skottland avled vid födseln av ett dött barn 1480. 